# Индира Бајрамовић
Индира Бајрамовић је ромска активисткиња која живи у Босни и Херцеговини и директорка је удружења ромских жена из Тузле. Током последње две деценије  радила је на пружању помоћи руралним ромским селима, а такође се залаже за једнаке могућности за Роме у Босни и Херцеговини. Бајрамовић се усредсредила на подизање свести о потешкоћама са којима се суочавају незапослене Ромкиње и жртве породичног насиља или злостављања.

## Активизам
Њено удружење усредсређено је на обезбеђивање хране и хигијенских производа, као и школског прибора, за малу децу у ромским заједницама. Такође, удружење пружа приватне медицинске прегледе сиромашним женама, посебно на откривању рака дојке.
Током пандемије ковида 19, лета 2020, Бајрамовић и њена фондација удружили су се са женском ромском мрежом Босне и Херцеговине, фондацијом тузланске заједнице и међународним форумом солидарности Емаус како би пружиле помоћ и залихе хране локалним ромским заједницама око Кисељака. Помогла је у координацији дистрибуције неколико стотина оброка дневно од стране добровољаца, као и неколико грађевинских пројеката, укључујући фудбалско игралиште и реконструкцију оштећеног канала.
Поред пружања помоћи ромским заједницама током пандемије, Бајрамовић је такође документовала недостатке присутне у руралним подручјима које је пандемија додатно погоршала. Истакла је мањи удео ученика из ромских заједница који учествују у онлајн часовима, све већу стопу породичног насиља и дискриминацију у здравственој заштити. Она је посебно истакла недостатак доступности тестирања на ковид 19 у овим руралним заједницама.

## Политика
Бајрамовић се кандидовала у градском већу Тузле под бројем 9 на листи савеза за бољу будућност БиХ, међутим није изабрана. Укупно се кандидовало 20 Ромкиња, али ниједна није изабрана, 47 Рома, од којих је 6 изабрано. Недостатак успеха жена приписала је њиховом фокусирању на рад у заједници уместо на видљивој кампањи. Такође је кривила поделу гласова међу многим новим странкама и позвала Роме да се уједине иза једног кандидата, иако ју је охрабрио већи број Рома који су се кандидовали за функцију претходних година.